# Most Muromski
Most Muromski (ros.: Муромский мост, Muromskij most) – żelbetowy most wantowy nad Oką w pobliżu miasta Murom, w Rosji, od którego bierze swoją nazwę. Most ma długość około 1400 metrów. Został oddany do użytku 1 października 2009 roku, a w ceremonii otwarcia uczestniczył ówczesny rosyjski premier Władimir Putin.
Wszystkie trzy pylony mają wysokość 86,7 metra, natomiast wysokość pomostu nad poziomem wody to około 30 metrów. Ciąg komunikacyjny składa się z dwóch pasów ruchu w przeciwnych kierunkach, oraz pobocza po obu stronach. Most jest częścią obwodnicy miasta Murom, przystosowany jest do obsłużenia około 20 tysięcy pojazdów na dobę, obecnie obsługuje około 5 tysięcy pojazdów.
Przed przystąpieniem do budowy mostu nad Oką, jedynym sposobem przeprawy przez rzekę w pobliżu miasta Murom było skorzystanie z mostu pontonowego, który jednak był dostępny tylko latem. W zimie przeprawa odbywała się za pośrednictwem promu, co powodowało często duże korki, a czas oczekiwania wydłużał się do kilku godzin.